# مسوپریونوس ایرانی
مسوپریونوس ایرانی (نام علمی: Mesoprionus persicus) نام یک گونه از تیره سوسک‌های شاخ‌دراز است.